# 陈祝全
陈祝全 (英語：Tan Chorh Chuan, 1959年—) 是一位新加坡医学家。

## 生平
1959年出生于一个新加坡华人家庭， 毕业于公教初级学院，1983年毕业于新加坡国立大学医学系，毕业后进入国立大学医院，2004年担任副院长，2005年协助建立杜克—国大医学研究生院，1992年凭借《Regulation of erythropoietin messenger RNA》获得医学博士学位。2008年担任新加坡国立大学校长。